# The House of Usher
The House of Usher (с англ. — «Дом Ашеров») — немецкая готик-рок-группа, созданная в 1990 году вокалистом Йоргом Кледгеном и гитаристом Маркусом Пиком. Своё название они взяли в честь рассказа Эдгара По «Падение дома Ашеров», чьим любителем был Кледген.

## Дискография

### Альбомы
- Stars Fall Down (1994)
- Zephyre (1996)
- Black Sunday Chronology (1998)
- Cosmogenesis (1999)
- Inferno/l’enfer (2002)
- Radio Cornwall (2005)
- When Our Idols Fall (2007)
- Angst (2009)
- Pandora's Box (2011)
- Inauguration (2015)
- Roaring Silence (2018)

### Мини-альбомы
- Relic (1993; сплит-EP вместе с Substance of Dream и Bluefield)
- Black Sunday (1993)
- Burning Gates (2000; сплит-EP вместе с Burning Gates и Eigenvertrieb)
- 2010 — Archive One, Eigenvertrieb
- 2010 — Archive Two, Eigenvertrieb
- 2011 — Archive Three, Eigenvertrieb
- 2011 — Archive Four, Eigenvertrieb
- 2011 — Archive Five, Eigenvertrieb
- 2011 — Archive Six, Eigenvertrieb

### Синглы
- «Succubus» (1996)
- «Earthbound» (1997)
- «To Sow a Storm» (1998)
- «Hegemony» (2004; сплит-сингл с Fallen Apart)
- «Sanctuary» (2005; сплит-сингл с Ikon)
- «Conspiracy» (2005; сплит-сингл с The Escape)

### Концертные альбомы
- Cerebral Darkness (1999)
- Goth Wars (1999)
- An Eve with Discord (2000)
- Engrammaton (2002)
- Il Canto dell’Oscuritá (2004)

### DVD
- Necrologio (2010)